# Herb Kłobucka
Herb Kłobucka – jeden z symboli miasta Kłobuck i gminy Kłobuck w postaci herbu.

## Wygląd i symbolika
Herb przedstawia srebrny kłobuk (hełm, kołpak), na tle błękitnej tarczy herbowej w stylu hiszpańskim.
Jest to herb mówiący nawiązujący do nazwy miasta.

## Historia

Herb używany do 2010

Najstarszy znany herb miasta zachował się na odciskach pieczęci pochodzącej z 1552 r. W polu pieczęci znajduje się wizerunek kłobuka w formie kapalinu – podobnego do kapelusza, kopulasto wydętego żelaznego hełmu z szeroką kryzą. W otoku pieczęci umieszczony był napis w języku łacińskim S(igillum) CIVITATIS CLOBUCIENSIS.
Herb używany do 2010 r. przedstawiał również kłobuk. Nad nim, na tarczy herbowej znajdował się rok pierwszej oficjalnej wzmianki o Kłobucku jako mieście w dokumentach królewskich Kazimierza Wielkiego – 1339. Pod nim nazwa miasta. Wzór herbu został zmieniony ponieważ nie był on zgodny z zasadami heraldyki.